# چروونکا
چروونکا (به لاتین: Červonka) یک روستا در لتونی است که در شهرداری دوگوپیلس واقع شده‌است. چروونکا ۲۱۹ نفر جمعیت دارد.